# Johan Martial
Johan Martial (Massy, 30 mei 1991) is een Frans voetballer die doorgaans speelt als centrale verdediger. In juni 2022 verliet hij Sri Pahang.

## Clubcarrière
Martial speelde, na zijn periodes bij CO Les Ulis, Paris Saint-Germain, Antony Sports en AS Montferrand, voor de jeugd van SC Bastia. Daar maakte hij zijn debuut op 13 maart 2009, toen er met 1–0 gewonnen werd van Montpellier. Laat in de tweede helft kwam de verdediger als invaller binnen de lijnen. Zijn eerste basisplaats volgde twee weken later, tijdens een met 1–2 verloren thuiswedstrijd tegen FC Metz. In het seizoen 2009/10 werd Martial officieel opgenomen in de eerste selectie en hij kreeg het rugnummer 14 toegewezen. Dat seizoen zou hij regelmatig in actie komen voor de club. Op 2 augustus 2010 werd echter toch besloten dat de verdediger op huurbasis zou gaan spelen bij Stade Brestois voor de duur van één seizoen. Na dat seizoen werd Martial definitief overgenomen door Brest, waar hij een vierjarige verbintenis ondertekende. In 2013 degradeerde Martial met zijn club uit de Ligue 1. Twee jaar later verkaste de centrumverdediger naar Troyes. Na twee seizoenen bij die club ging Martial voor het eerst buiten Frankrijk spelen; in de zomer van 2017 zette hij zijn handtekening onder een verbintenis voor de duur van twee seizoenen bij Maccabi Petach Tikwa. In januari 2019 stapte de Fransman over naar MS Asjdod. Via Panetolikos en FC Sochaux kwam hij in januari 2022 terecht bij Sri Pahang. In de zomer vertrok hij hier weer.